# Ф. Мъри Ейбрахам
Ф. Мъри Ейбрахам (роден на 24 октомври 1939 г.) е американски актьор. 

## Биография
Получил Оскар за ролята си на Антонио Салиери във филма Амадеус на Милош Форман. Преди това Мъри десетки години се снима в киното и телевизията, но остава неизвестен. Предпочита театралната сцена пред киното. След получаване на Оскара играе предимно роли на злодеи, но никоя от тези роли не му носи същия успех. През 2009 г. се снима във филма „Барбароса“. Роден е като Мъри Ейбрахам, но добавя буквата „Ф“ към сценичното си име в чест на баща си Фредерик.
Той е от смесен сирийски, американски и италиански произход. Има две деца.

## Избрана филмография
| Година | Филм                           | Оригинално заглавие              | Роля                       | Режисьор          |
| ------ | ------------------------------ | -------------------------------- | -------------------------- | ----------------- |
| 1971   | Трябва да са били огромни      | They Might Be Giants             | Клайд                      |                   |
| 1973   | Серпико                        | Serpico                          | Партньорът на Серпико      | Сидни Лумет       |
| 1975   | Затворникът от второ авеню     | The Prisoner of Second Avenue    | шофьор на такси            |                   |
| 1975   | Слънчевите момчета             | The Sunshine Boys                | авто-механик               |                   |
| 1976   | Цялото президентско войнство   | All the President's Men          | Пол Лийпър                 | Алън Пакула       |
| 1976   | Риц                            | The Ritz                         | Крис                       |                   |
| 1978   |                                | The Big Fix                      | Епис                       |                   |
| 1983   | Белязаният                     | Scarface                         | Омар Суарес                | Брайън Де Палма   |
| 1984   | Амадеус                        | Amadeus                          | Антонио Салиери            | Милош Форман      |
| 1986   | Името на розата                | The Name of the Rose             | Бернардо Гил               | Жан-Жак Ано       |
| 1989   | Невинен човек                  | An Innocent Man                  | Върджил Кейн               |                   |
| 1993   | Последният екшън герой         | Last Action Hero                 | Джон Практис               | Джон Мактиърнън   |
| 1995   | Могъщата Афродита              | Mighty Aphrodite                 | солист на древногръцки хор | Уди Алън          |
| 2000   | Да откриеш Форестър            | Finding Forrester                | проф. Робърт Крауфорд      | Гас Ван Сант      |
| 2012   | Голциус и компанията „Пеликан“ | Goltzius and the Pelican Company | маркгафът на Елзас         | Питър Грийнауей   |
| 2013   | Истинският Люин Дейвис         | Inside Llewyn Davis              | Бъд Гросман                | Джоел и Итън Коен |
| 2014   | Гранд Хотел Будапеща           | The Grand Budapest Hotel         | г-н Мустафа                | Уес Андерсън      |

## Награди
Награди на Американската Филмова Академия „Оскар“
- Награда за най-добър актьор в главна роля за Амадеус (1984)

Награди „Златен глобус“ (САЩ): 
- Награда за най-добър актьор в главна роля за Амадеус (1984)